# Tristan Nguyen
Tristan Nguyen (* 1969) ist ein deutscher Wirtschaftswissenschaftler.

## Ausbildung
Tristan Nguyen studierte von 1991 bis 1996 Mathematik an der Ludwig-Maximilians-Universität München und Betriebswirtschaftslehre und Volkswirtschaftslehre an der Fernuniversität Hagen mit den akademischen Abschlüssen Diplom-Mathematiker, Diplom-Kaufmann und Diplom-Volkswirt. Außerdem absolvierte er ein Zusatzstudium in Wirtschafts- und Arbeitsrecht mit dem Abschluss Master of Laws.
Im Jahr 2000 wurde er mit dem Thema „Alterssicherung, gesamtwirtschaftliche Kapitalbildung und demographischer Wandel“ von der Fakultät für Wirtschaftswissenschaften der Fernuniversität Hagen zum Doktor der Wirtschaftswissenschaften promoviert. Mit der Schrift „Grenzen der Versicherbarkeit von Katastrophenrisiken und Erweiterungsmöglichkeiten durch Risikotransfer“ habilitierte sich Nguyen 2007 an derselben Fakultät mit denselben Gutachtern. Auf der Rechercheplattform VroniPlag wurden in einer Untersuchung Plagiatsvorwürfe zur Habilitationsschrift erhoben. Nach Angaben von Vroniplag wurde ihm daraufhin die Habilitation im Jahr 2014 entzogen.

## Berufstätigkeit
Von 1996 bis 2000 war Nguyen Prüfungsleiter bei PricewaterhouseCoopers in Stuttgart und München. Von 2000 bis 2003 arbeitete er als Referent für Rückversicherungscontrolling und Economic Research bei der Swiss Re Germany Holding AG in München. Im Januar 2005 wurde Nguyen als Wirtschaftsprüfer in das Öffentliche Berufsregister eingetragen.
Von 2000 bis 2004 erhielt Nguyen Lehraufträge von der FernUniversität Hagen und der Munich Business School. 2004 wurde er von der Universität Ulm auf eine Juniorprofessor für Versicherungswirtschaft berufen. Von 2009 bis 2013 war Nguyen bei der privaten Wissenschaftlichen Hochschule Lahr (WHL) als Professor für Volkswirtschaftslehre mit Schwerpunkt Versicherungs- und Gesundheitsökonomik angestellt. Bis 2012 war Nguyen außerdem Prorektor für Forschung der Hochschule. Nach eigenen Angaben war er zeitgleich von 2002 bis 2011 Professor für Managerial Economics an der Munich Business School, außerdem ab 2008 freiberuflicher Wirtschaftsprüfer.
Seit 2013 arbeitet Nguyen als Wirtschaftsprüfer in einer Wirtschaftsprüfungs- und Steuerberatungskanzlei in München. Ebenfalls seit 2013 wird er von der Hochschule Fresenius München als Professor für Finance & Accounting geführt.

## Veröffentlichungen (Auswahl)
- „Alterssicherung, gesamtwirtschaftliche Kapitalbildung und demographischer Wandel“, Cuvillier, Göttingen 2000 (zugleich Dissertationsschrift). ISBN 3-89712-805-5
- „Mathematische Theorie der Finanzoptionen“, Cuvillier, Göttingen 2002. ISBN 3-89873-444-7
- „Mathematische Methoden zur Bewertung europäischer, amerikanischer und asiatischer Optionen“, Logos, Berlin 2006. ISBN 978-3-8325-1294-1
- „Grenzen der Versicherbarkeit von Katastrophenrisiken. Erweiterungsmöglichkeiten durch Rückversicherung, Katastrophenanleihen und Versicherungsderivate“ Buch wird als "zurückgezogen" gekennzeichnet, Deutscher Universitäts-Verlag, Wiesbaden 2007 (zugleich Habilitationsschrift) ISBN 978-3-8350-0799-4
- „Rechnungslegung von Versicherungsunternehmen“, VVW, Karlsruhe 2008. ISBN 978-3-89952-407-9
- „Handbuch der wert- und risikoorientierten Steuerung von Versicherungsunternehmen“, VVW, Karlsruhe 2008. ISBN 978-3-89952-344-7
- „Introductory microeconomics“, Shaker, Aachen 2010. ISBN 978-3-8322-9318-5